# Uroskopie

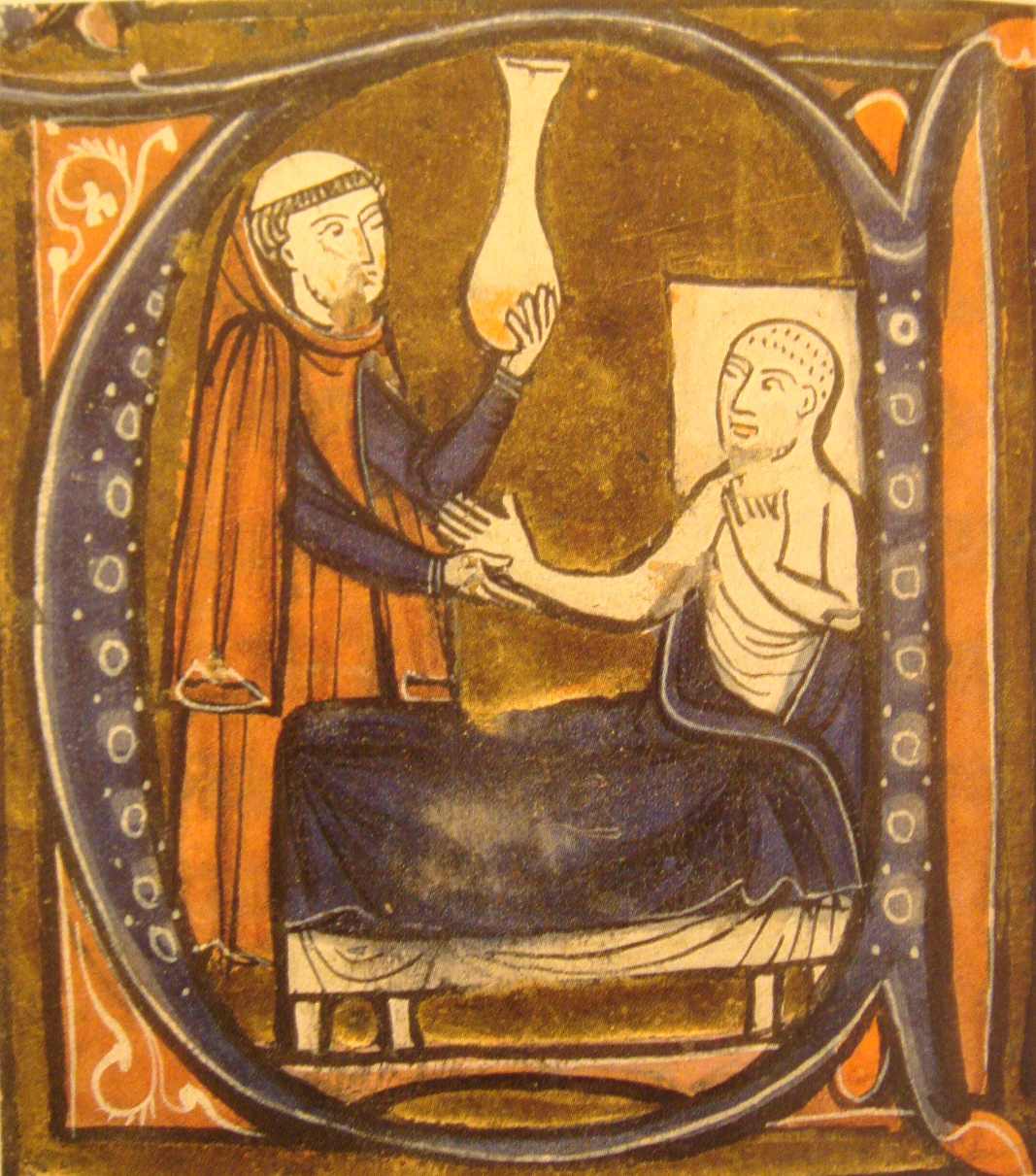
Europäische mittelalterliche Darstellung aus einer Ausgabe des Recueil des traités de médecine des Rhazes in der Übersetzung von Gerhard von Cremona, um 1255

Die Uroskopie oder Harnschau ist die Betrachtung und Prüfung von Urin zu diagnostischen Zwecken (Urognostik). Sie war von der Antike bis weit in die frühe Neuzeit hinein das wichtigste diagnostische Mittel der Medizin im Bereich der Humoralpathologie, der Säftelehre nach Hippokrates von Kos (ca. 460 bis ca. 370 v. Chr.) und Galen von Pergamon (ca. 129 bis ca. 216 n. Chr.).

## Geschichte
Die Uroskopie, von der schon in Mesopotamien und dem Alten Ägypten berichtet wurde, hat ihre antiken Wurzeln vor allem in den Beobachtungen der Hippokratiker. Sie wurde unter anderem von Galen, dessen Einfluss auf das medizinische Denken bis weit ins 16. Jahrhundert reichte, weiter ausgearbeitet.
Auch die byzantinischen Ärzte Oreibasios, Aëtios von Amida und Alexander von Tralleis beschäftigten sich in ihren im 4. bis zum 7. Jahrhundert entstandenen Schriften mit uroskopischen Lehren.
Nach der Säftelehre ließen sich an der Beschaffenheit des menschlichen Urins die etwaigen vorliegenden Krankheiten des Betreffenden aufgrund der zugrundeliegenden fehlerhaften Mischung der Körpersäfte nachweisen bzw. ausschließen. Etwa seit 1500 diente die Harnschau dann auch der Identifizierung einer geschwächten oder übermäßigen Lebenswärme (calor vitalis) oder krankhaft veränderter Stoffe, die der Körper über den Harn auszuscheiden suchte.
Übereinstimmungen mit der modernen medizinischen Diagnose bzw. ärztlichen Semiotik lassen sich dabei zuweilen finden, etwa im Corpus Hippocraticum: „Wenn auf dem Urin Fett wie Spinngewebe schwimmt, so bedeutet das, daß der Mensch Schwindsucht hat“ oder „Wenn der Urin stinkt, gar zu dünn oder gar zu dick ist und schwarz von Farbe, so kann sich der Kranke allmählich zu seiner letzten Reise vorbereiten“.
Isaak ben Salomon Israeli (Isaak Judäus) verfasste im 10. Jahrhundert ein Buch über den Harn (arabisch Kitāb al-baul, lateinisch Liber de urinis), worin umfangreich, freilich nicht im Sinne moderner medizinischer Erkenntnis und weit bzw. spekulierend über die hippokratischen und von Galen weiterentwickelten Grundlagen hinausgehend, das Wesen des Urins sowie seine unterschiedlichen Farben, Substanzen und Bodensätze und deren diagnostische Deutung erörtert werden. Ähnliche uroskopische Inhalte finden sich auch im Werk Canon medicinae des persischen Arztes Avicenna wieder, der bis ins 16. Jahrhundert den Verfassern von Harnschautexten als Gewährsmann diente („Avicenna spricht: ...“).

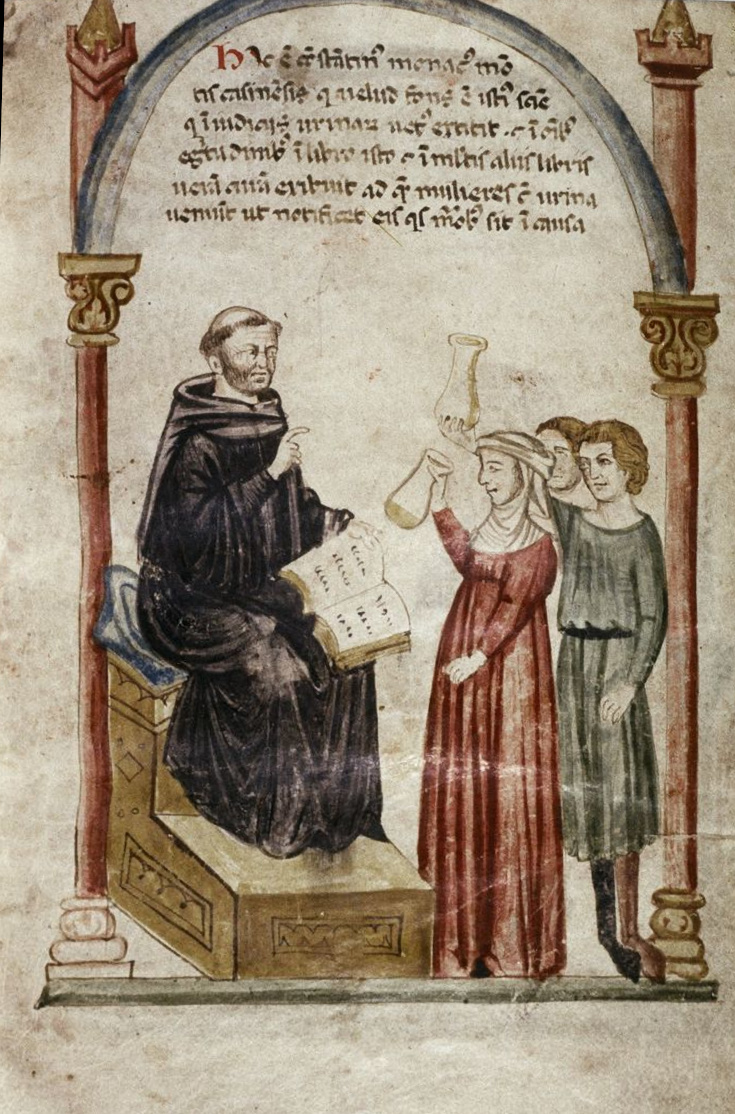
Uroskopie in der „ärztlichen Sprechstunde“ durch Constantinus Africanus

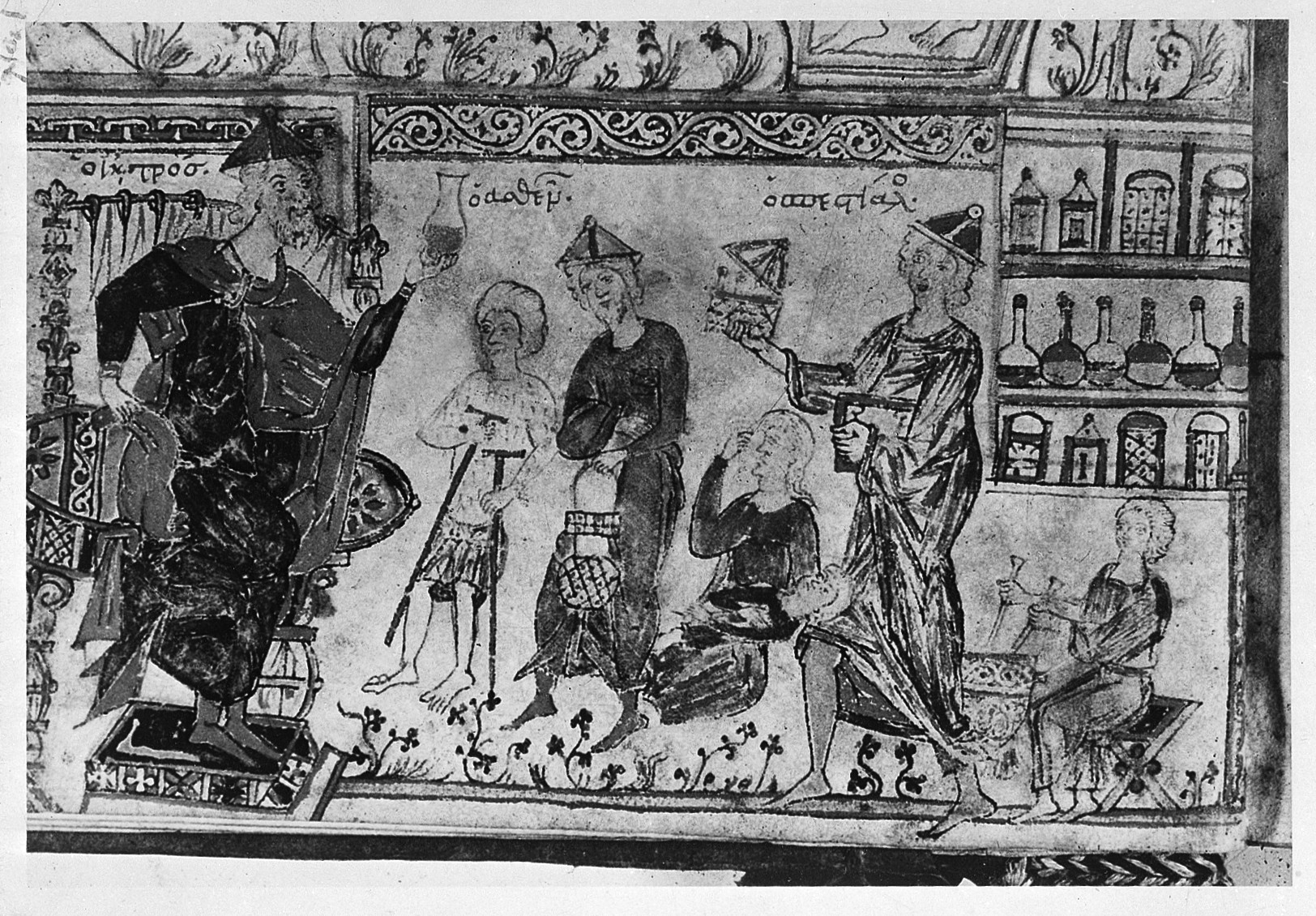
Harnschau in Byzanz, 14. Jahrhundert

Zu den wichtigsten Vertretern und Begründern der im Mittelalter praktizierten Harnschau bzw. Harnregionenlehre gehören der byzantinische christliche Hofarzt Theophilos Protospatharios (7. Jahrhundert), dessen um 670 entstandene Harnschaulehre Peri urōn durch Konstantin im 11. Jahrhundert dem Abendland vermittelt wurde, und der byzantinische Arzt Johannes Actuarius, Verfasser einer um 1300 entstandenen Abhandlung über den Urin.
Auf die Bedeutung der Harnschau wies im Mittelalter etwa der Prediger Berthold von Regensburg um 1250 hin, der öffentlich von der Kunst der „hohen meister“ sprach, „an einem Glase des menschen nature und sinen siechtuom“ erkennen zu können.
Aus der Harnschau sich ergebende therapeutische Konsequenzen wurden beispielsweise im Werk des Maurus von Salerno (Regulae urinarum, eine im 12. Jahrhundert am Golf von Neapel entstandene Harnlehre) gezogen und dargestellt, sowie von dem ebenfalls aus der Schule von Salerno stammenden Arzt Walter von Agilon, der im 13. Jahrhundert in seiner Summa medicinalis die gesamte Heilkunde nach Kriterien der Uroskopie, nämlich nach den Harnfarben, gliederte.

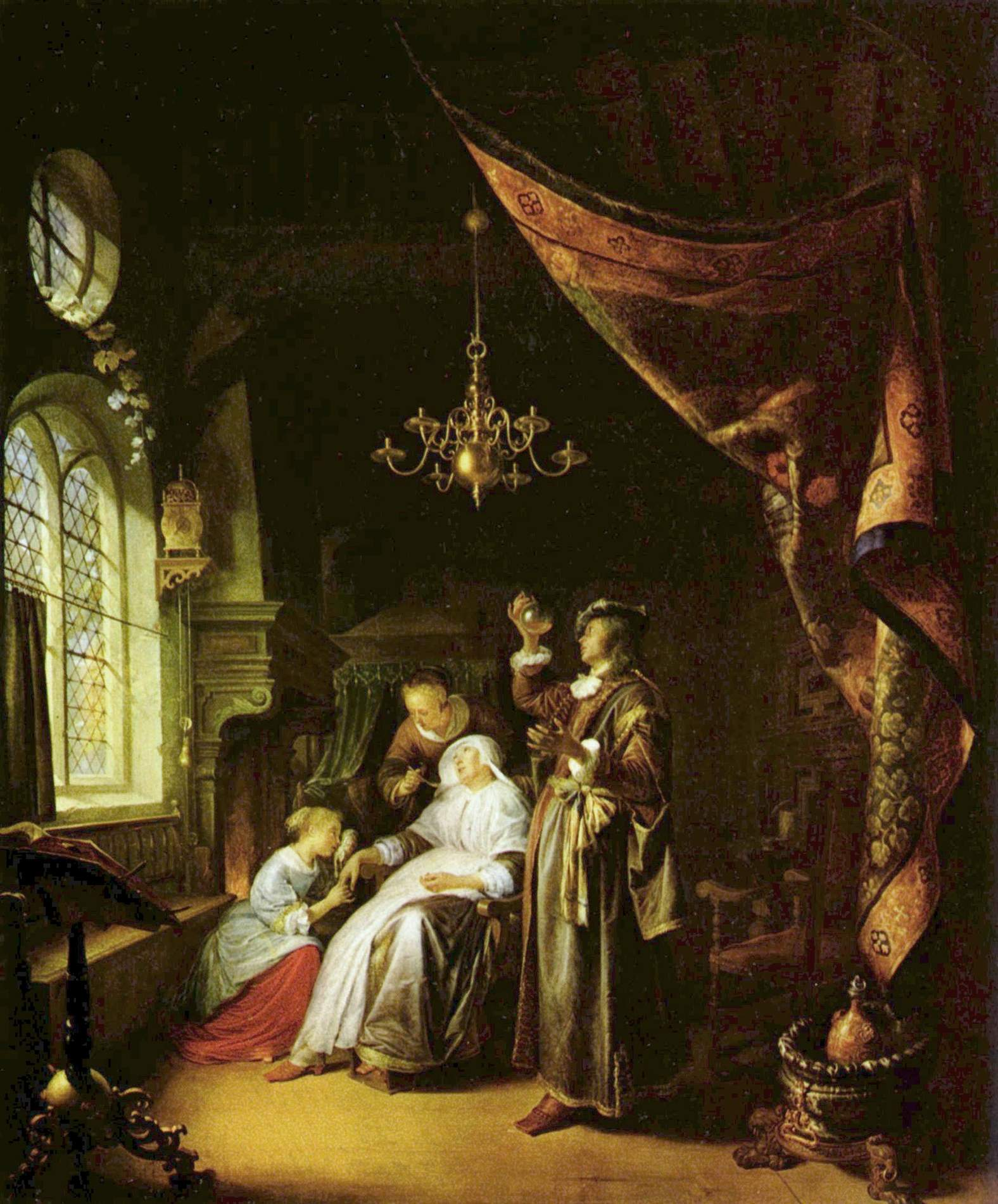
Die Wassersüchtige, Gerard Dou 1663

Bis ins 17. Jahrhundert galten auch die Anfang des 13. Jahrhunderts verfassten Carmina de urinarum judiciis des Aegidius von Corbeil als bedeutendes Harnschaulehrbuch.
Der Maler und Rembrandt-Schüler Dou fertigte einige Genrebilder mit Harnschauszenen an, bei denen die Uroskopie durch einen Harnbeschauer unter anderem bei „Wassersucht“, „Bleichsucht“ und der „Liebeskrankheit“ angewendet wird.
Nachdem bereits im 17. Jahrhundert, als durch William Harveys Entdeckung des Kreislaufs die galenische Vorstellung von der Blutbewegung widerlegt werden konnte, die Harndiagnostik aus modernerer wissenschaftlicher Sichtweise etwa von dem Anatomen Laurentius Bellinus (1643–1704) betrachtet worden ist, wurde im 18. Jahrhundert die Uroskopie zunehmend durch die Anwendung chemischer Nachweisverfahren bereichert. 1736 prägte der Hallenser Kliniker J. Juncker für die Kunst, „... das Wasser zu besehen“, den Begriff „Urologie“. 61 Jahre später beschrieb der schottische Chemiker und Militärarzt William Cruickshank († 1810 oder 1811) erstmals Eiweiß im Harn (Albuminurie) als Zeichen einer Lebererkrankung.
Zu Beginn des 19. Jahrhunderts begann dann die wissenschaftliche Analyse des Harns die mittelalterliche Harnschau zu ersetzen.

## Durchführung

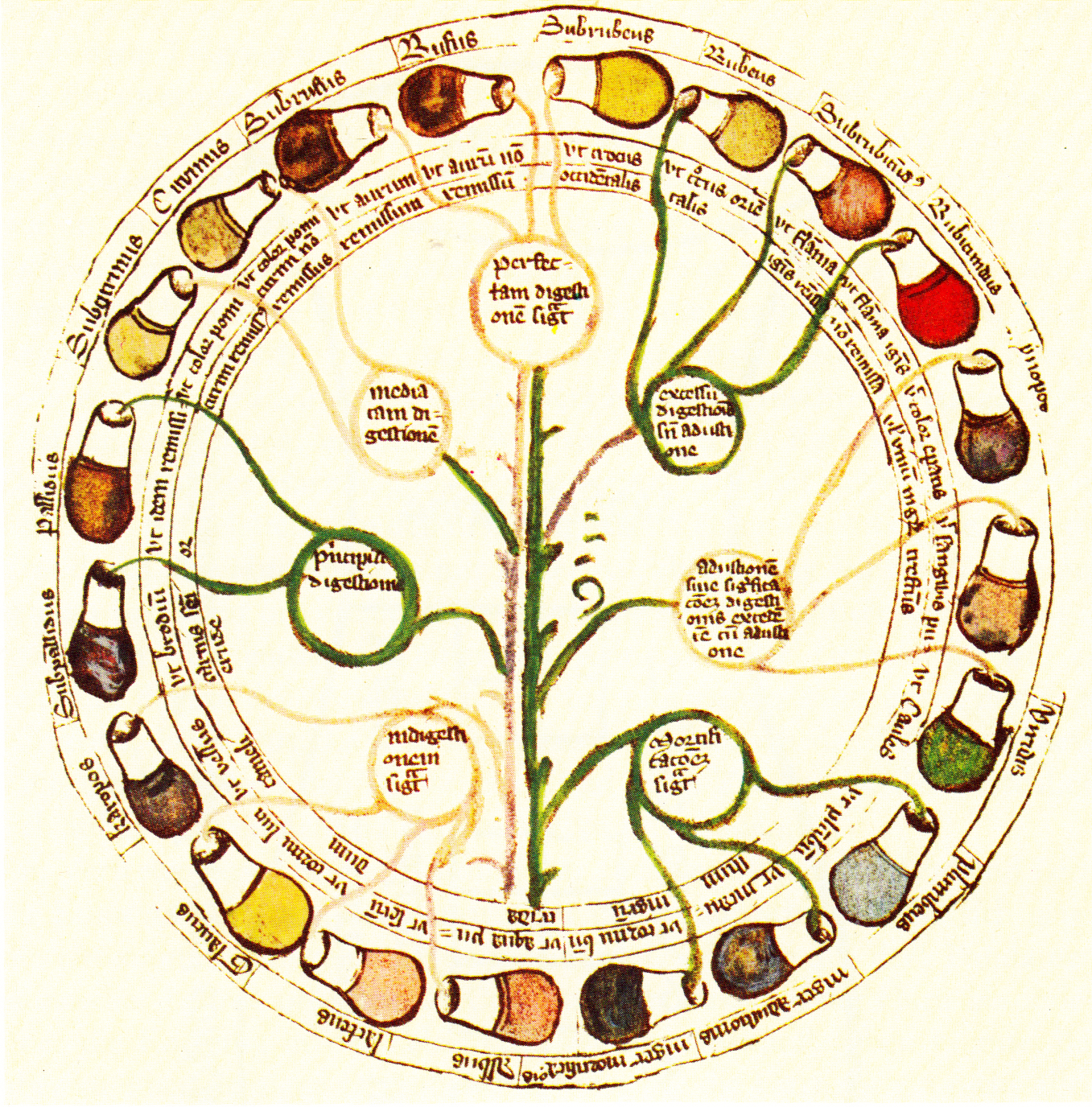
Fasciculus Medicinae 1491. Harnglasscheibe mit 20 Farbnuancen

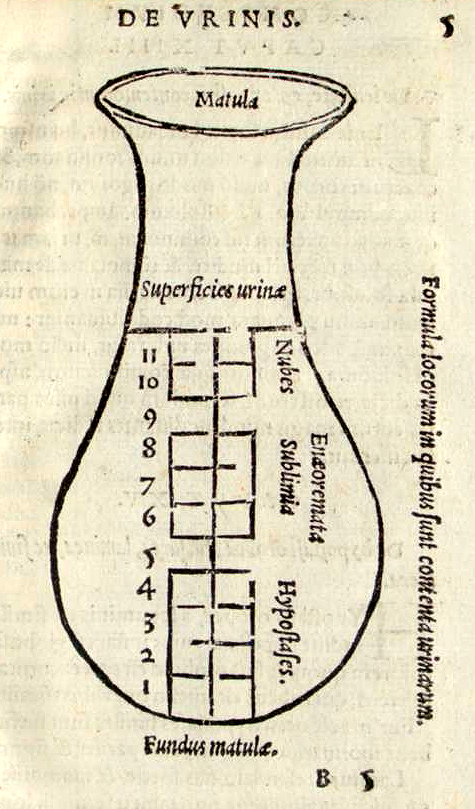
Körper-Harnglas-Analogie nach Actuarius

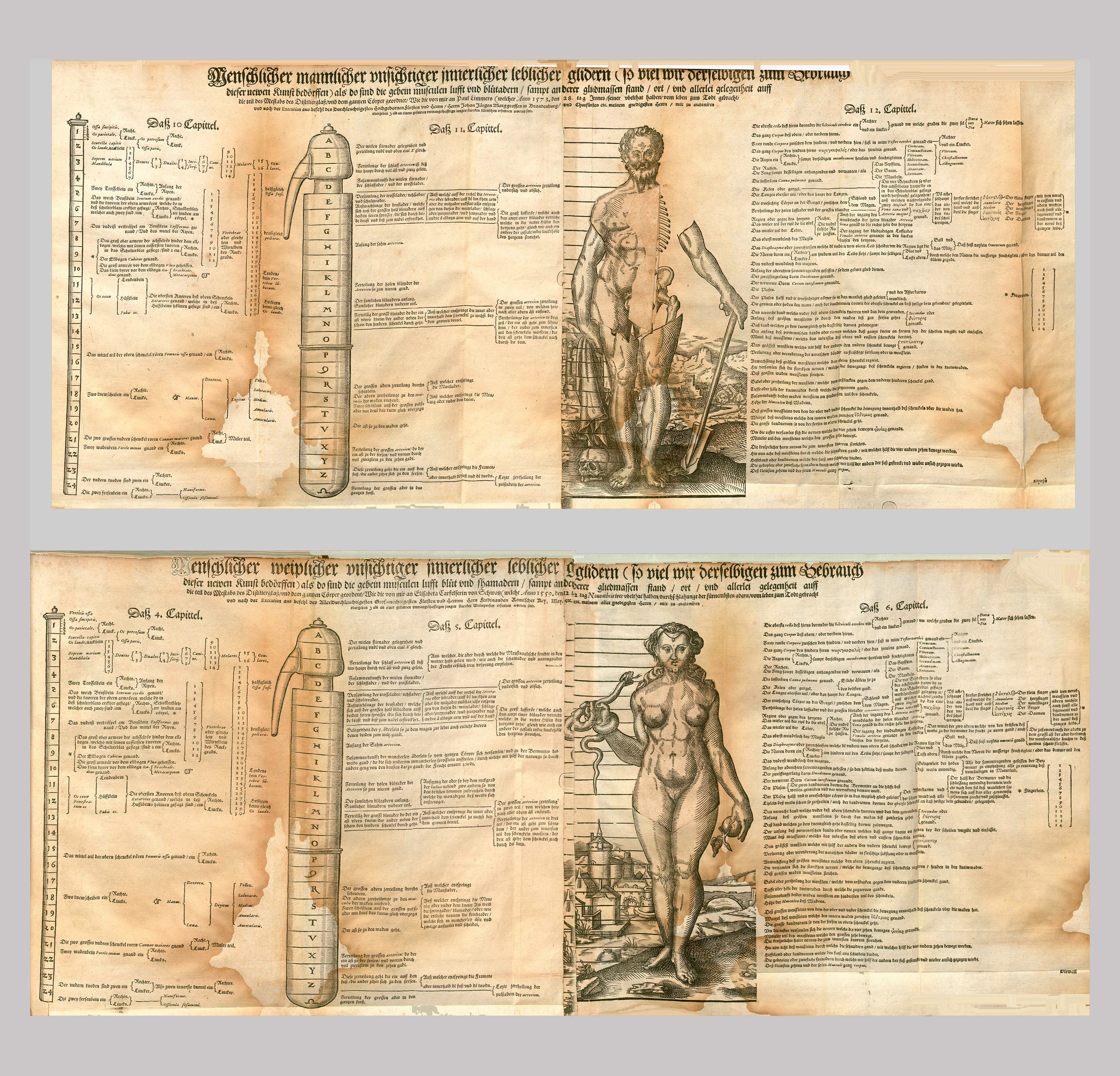
Körper-Harnglas-Analogie mit zwölffacher Unterteilung des Harnglases. In: Leonhard Thurneysser: Confirmatio Concertationis … Berlin 1576

Im Rahmen der klassischen Harnschau wurde der Morgenurin („beim Hahnenschrei“) nach einer ausgeklügelten Technik in einem durchsichtigen Glasgefäß (dem Matula genannten Uringlas) gesammelt. Die Matula mit der Urinprobe wurde vor Licht und Kälte bzw. Wärme geschützt in einem Korb (oft aus Bast gefertigte Urinalkörbchen bzw. Harnglasköcher) dem Harnschauer gebracht, der den Harn dann eingehend und manchmal auch zweimal – zunächst „frisch“ und dann nochmals nach ein oder zwei Stunden – begutachtete. Man prüfte den Urin hinsichtlich Konsistenz, Farbe und Beimengungen, zuweilen auch auf Geschmack und Geruch. 20 verschiedene Harnfarben (von kristallklar über hellgelb, kamelhaarbeige, weinrot, leberfarben und tiefgrün bis schwarz) wurden dabei meist unterschieden (im Fasciculus Medicinae eines unbekannten Verfassers von 1491 und in Epiphaniae medicorum. Speculum videndi urinas hominum des Ulrich Pinder von 1506 beschrieben). Als Hilfsmittel wurden sogenannte Harnglasscheiben (bzw. Harnschautafeln oder Urinschautafeln) benutzt. Die Konsistenz teilte man in dünn, mittelmäßig oder dickflüssig ein. Des Weiteren wurde der Urin auf Beimengungen (latein. contenta = Inhaltsstoffe) untersucht, zu denen Bläschenbildung, Fetttröpfchen und sand-, blatt-, kleieartige und linsenförmige, unterschiedlich gefärbte Niederschläge, trübende Niederschläge und andere Konkremente gehörten. Erst seit dem 17. Jahrhundert verband man einen süßen Geschmack des Urins mit dem Vorliegen eines Diabetes mellitus, der Zuckerkrankheit.

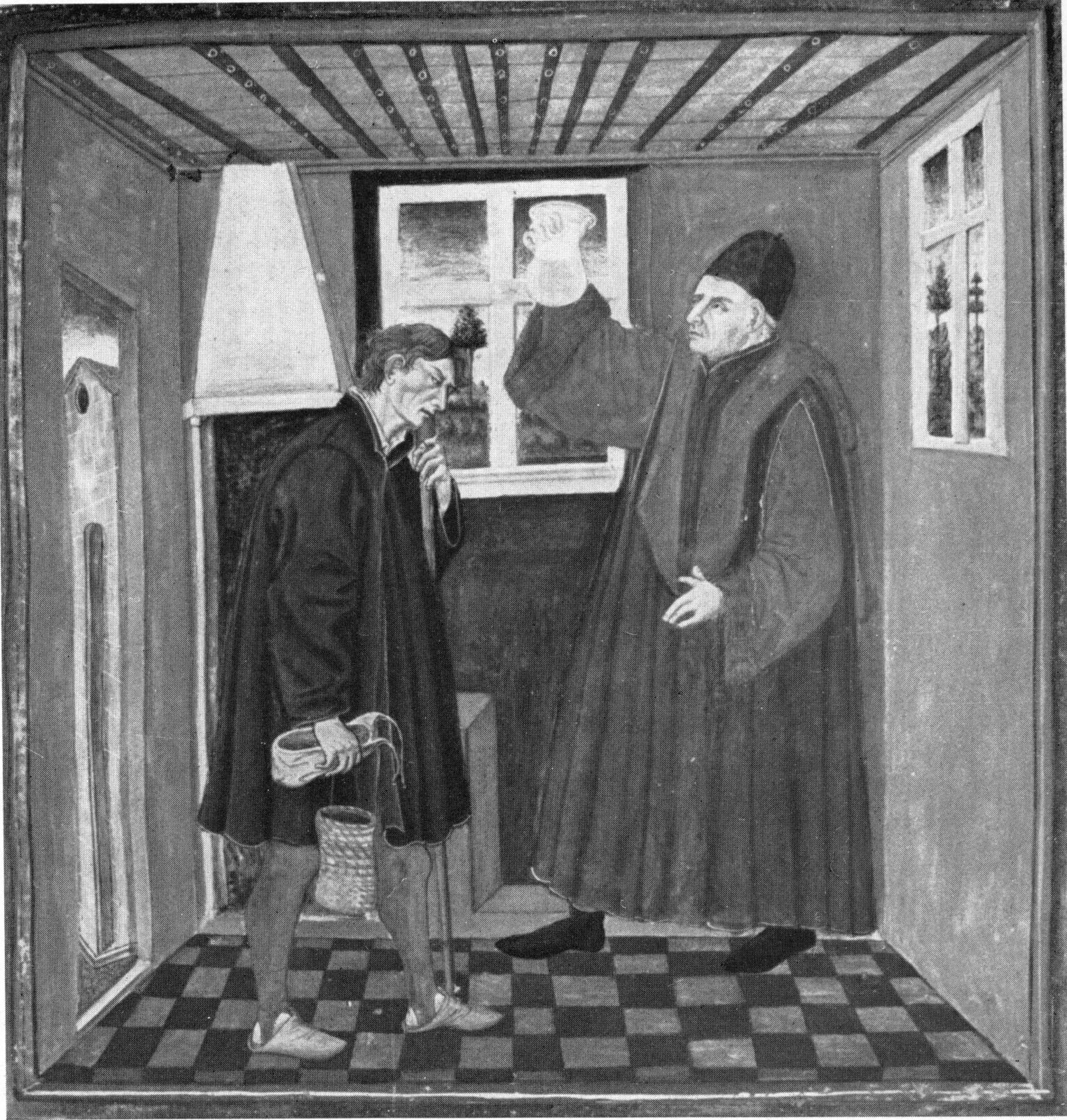
Buchmalerei in einer 1460 geschriebenen Handschrift aus Neapel, die eine lateinische Übersetzung des medizinischen Werks von Rhazes enthält. Ein Arzt hält in Anwesenheit eines Patienten ein Gefäß mit dessen Urin. Turin, Biblioteca Nazionale, D.I.14, fol. 1.

In der mittelalterlichen und frühneuzeitlichen Harnschau bestanden (etwa bei Ortolf von Baierland), folgende humoralpathologische Zuordnungen:
- Roter und dicker Harn: Zeichen für einen Menschen hitziger Natur (Sanguiniker)
- Roter und dünner Harn: Zeichen für einen Menschen hitziger und dürrer (trockener) Natur (Choleriker)
- Weißer und dicker Harn: Zeichen für einen Menschen kalter Natur (Phlegmatiker)
- Weißer und dünner Harn: Zeichen für einen Menschen kalter Natur (Melancholiker)

Die im Harnglas erfolgende Bildung verschiedener Schichten wurde entsprechend der Anatomie ebenfalls gedeutet:
- Der „Zirkel“ (circulus als oberster Flüssigkeitsrand) in Bezug auf vor allem Gehirn und Sinnesorgane betreffende Kopferkrankungen
- Der Teil nach dem Zirkel, die obere Harnschicht (superficies) bedeutete Krankheit der Brust bzw. des Brustkorbs, bzw. von Herz und Arterien, und der Lungen
- Der mittlere Teil im Kolbenbauch (Harnglasmitte) sollte auf Erkrankungen von Magen, Leber oder Milz sowie weiterer Ernährungsorgane hinweisen
- Der Bodensatz am Kolbengrund (Gefäßboden) in Bezug auf Nieren, Harnblase und Gebärmutter sowie Geschlechtsorgane.[34]

Die bereits von Actuarius, der die Anzahl der Harnglas-Schichten von vier auf elf erhöhte und die Neigung der Harnsedimentoberfläche sogar in Bezug zur rechten bzw. linken Körperseite setzte, angenommene Entsprechung von Harn und Körper des Menschen mit der Repräsentanz im Harnglas nahm bis zum 16. Jahrhundert zunehmend, gipfelnd im Werk Confirmatio des Leonhard Thurneysser von Thurn, spekulativere Erscheinungsformen an.
Gute Harnschauer (Mediziner) waren angeblich in der Lage, männlichen und weiblichen Urin auseinanderzuhalten und selbst Schwangerschaften und das Geschlecht des ungeborenen Kindes festzustellen. So konstatierten St. Galler Mönche um 950 dem Bayernherzog Heinrich I., einem Bruder Otto des Großen, dass er in einem Monat niederkomme. Der Herzog war sehr erfreut über diese Mitteilung, hatte er doch zu Testzwecken der Medizinkenntnisse der Mönche in St. Gallen statt seines den Urin einer hochschwangeren Magd gesandt.
Auch das um 1270 bis 1310 entstandene Breslauer Arzneibuch (Codex Rhedigeranus 291) zeigt derartige Fruchtbarkeits- und Schwangerschaftsproben.
Im Ständebuch von Jost Amman von 1568 ist der Beruf „Der Doctor“ mit Harnglas in der Hand abgebildet, der nur durch einen Blick auf den Urin die Krankheit erkennen und die richtige Medizin verordnen kann. Er ist wie folgt mit Versen von Hans Sachs beschrieben:

„Ich bin ein Doctor der Artzney / 

An dem Harn kan ich sehen frey / 

Was kranckheit ein Menschn thut beladn / 

Dem kan ich helffen mit Gotts gnadn / 

Durch ein Syrup oder Recept / 

Das seiner kranckheit widerstrebt/ 

Daß der Mensch wider werd gesund/ 

Arabo die Artzney erfund.“

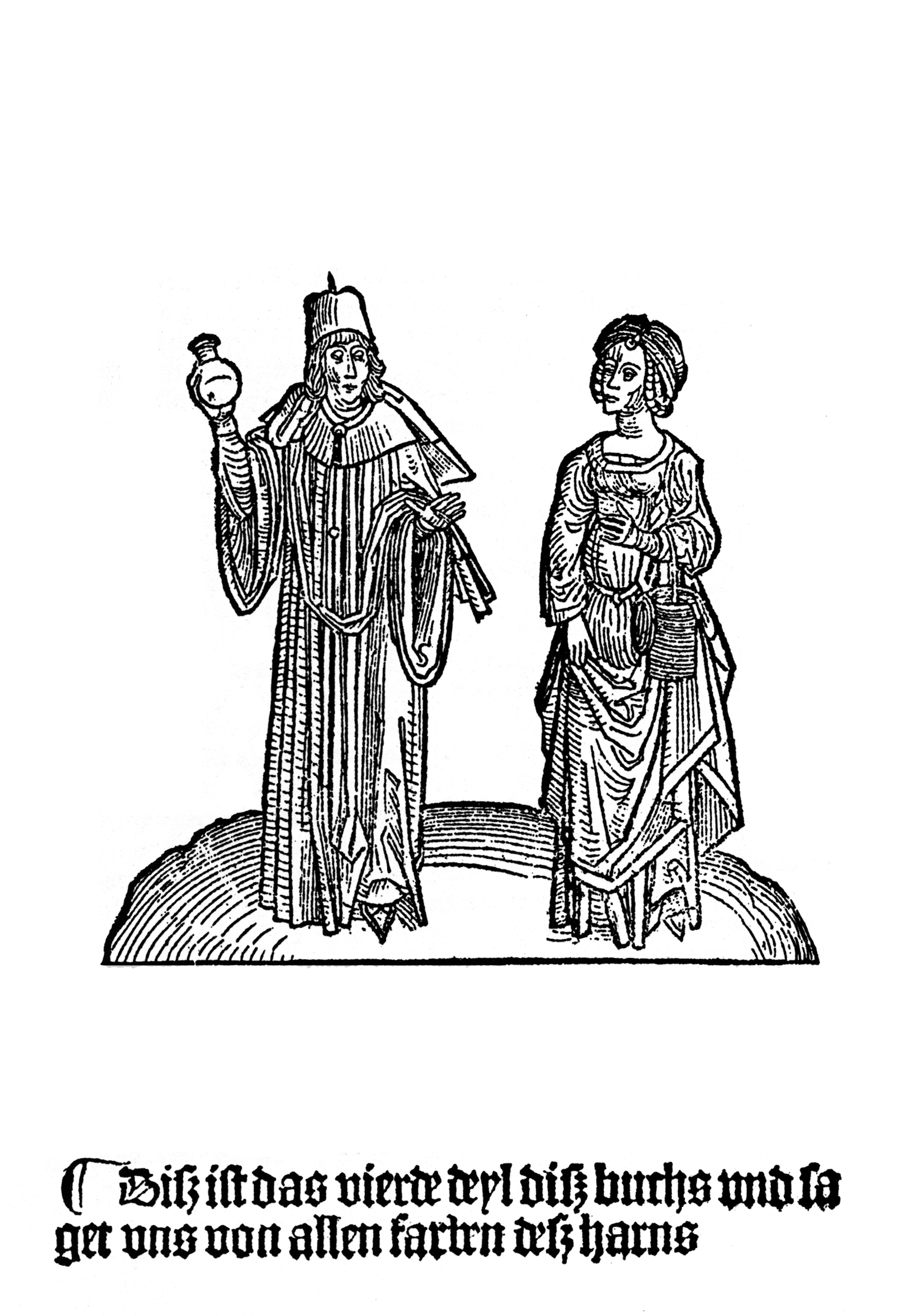
Harnschauender Arzt, daneben eine Frau mit dem typischen Harnglaskorb, in dem sie Harn zur Untersuchung gebracht hat.

Der Urinzustand wurde unter Berücksichtigung der körperlichen Verfassung, des Temperaments und Geschlechtes des Probanden sowie der Jahreszeit bewertet. Damit wurden schon damals wie heute der Urin- und der klinische Befund des Patienten im Zusammenhang gewertet. Die Harnschau entwickelte sich neben der (bis in die Neuzeit allerdings weit geringer geachteten) Pulsdiagnostik zu einer Diagnosemethode für die meisten bekannten Krankheiten. In ausgeklügelten Theorien suchten die gelehrten Ärzte die unterschiedlichen Harnveränderungen mit Hilfe ihrer damaligen pathophysiologischen Theorien zu erklären. Wässriger, dünner Urin beispielsweise zeigte ihnen einen schwachen, womöglich verschleimten Magen oder eine geschwächte Verdauungswärme an.

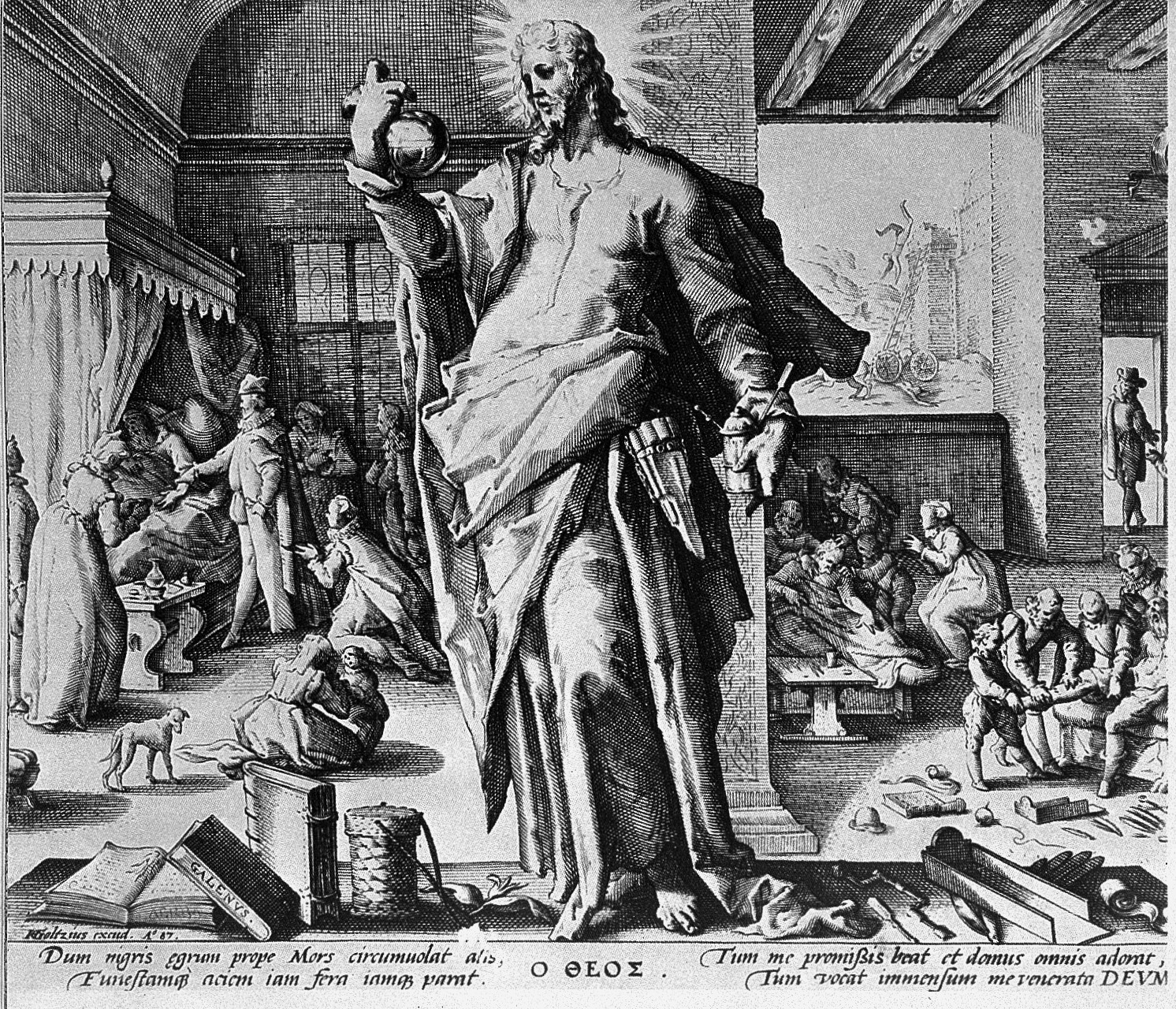
Jesus Christus als Arzt mit dem Harnglas der Ärzte und der Salbenbüchse der Apotheker sowie dem Instrumentenfutteral der Chirurgen; Kupferstich von Hendrik Goltzius

Wegen der als „unfehlbare diagnostische Methode“ für fast alle Krankheiten von den mittelalterlichen Ärzten (und auch noch im 18. Jahrhundert und darüber hinaus) angesehenen Harnschau, die dazu als wesentliche ärztliche Tätigkeit betrachtet wurde, erhob man seinerzeit das kolbenförmige Harnglas, die Matula, zum Standessymbol der Ärzteschaft. Es findet sich noch heute in den Emblemen mehrerer urologischer Berufsverbände wie dem des „Berufsverbandes Deutscher Urologen“, der „Deutschen Gesellschaft für Urologie“ (DGU) und der „Amerikanischen Gesellschaft für Urologie“ (American Urological Association, AUA).
In der Naturheilpraxis ist eine modifizierte klassische Harnschau auch heute noch eine tragende Diagnosemethode. In der Klinik und in der ärztlichen Praxis wird heutzutage routinemäßig im Rahmen einer Urinuntersuchung neben den chemischen Laboruntersuchungen der Urin auf Farbe, Geruch und Beimengungen untersucht. Die Ergebnisse dieser Untersuchung tragen zur Diagnose bei. Im 20. Jahrhundert wurden lichtmikroskopische Untersuchungen entwickelt, die weitergehende Erkenntnisse für bestimmte Erkrankungen liefern können.

## Kritik
Bereits in der Antike wurden die Vertreter der Harnschau von den Anhängern des Erasistratos angegriffen und unter anderem als uropotas bezeichnet. Um 1300 kritisierte Actuarius, der als Begründer der eigentlichen Harnschau bezeichnet wurde, die antiken uroskopischen Lehren von Hippokrates und Theophilos stark. Im 16. Jahrhundert griff Agrippa von Nettesheim die Uroskopie-Methoden seiner Zeit (beispielsweise das „Harnkosten“) an. Verschiedentlich wurde der missbräuchliche vom „richtigen“ Umgang mit der Harnschau abgegrenzt. Der niederländische Arzt Pieter van Foreest stellte 1589 die Scharlatanerie im Umgang mit der (übersteigerten) Harnschau als Uromantie dar. Zu den ersten Kritikern solcher Uromantie gehörte auch der eine gereinigte Uroskopie auf dem Fundament galenischer Lehren fordernde Euricius Cordus. In seiner kritischen Schrift Vom Urin als einen Zeichen in Krankheiten und von den Kunstgriffen der Harnärzte, wenn sie daraus die Krankheit sagen […] (Duisburg 1793) sah Carl Arnold Kortum nur noch bei wenigen Krankheiten eine sich bei der Harnschau abzeichnende Rückschlussmöglichkeit auf deren Ursache. Auch Pieter van Foreest, Felix Platter und Daniel Sennert gehörten zu den Kritikern der Uromantie. Seit dem 20. Jahrhundert wird die Harnschau vielfach mit Aberglaube bzw. Volksglaube assoziiert. Doch in der Zeit ihrer allgemeinen Verbreitung galt sie den meisten Ärzten als bewährtes Diagnoseverfahren und Grundlage ärztlicher Autorität. Kritik richtete sich nur gegen die verbreitete Praxis, Krankheiten aller Art ausschließlich aus dem Harn zu diagnostizieren, ohne den Patienten selbst überhaupt zu Gesicht zu bekommen. Auch an Fürstenhöfen waren die Leibärzte dazu angehalten, die Uroskopie bei der Diagnostik anzuwenden. So war etwa Adam Reuter, der Leibarzt des Bamberger Fürstbischofs Veit II. von Würtzburg, 1565 eidlich verpflichtet, Puls und „deren Gnaden Brunnen“ (den Urin des Herrschers) unaufgefordert zu untersuchen.
Einer der letzten bekannten „Urinschauer“ war der steirische Naturheiler Johann Reinbacher vulgo Höllerhansl (1866–1935), der ohne jede medizinische Ausbildung seine „Patienten“ (auch in Abwesenheit) allein durch Untersuchung des Harns „behandelte“. Er war beim Volk beliebt und wurde von der Ärzteschaft verklagt.
Schon die alten Griechen, Ägypter, Perser, Inder und Chinesen wussten über eine mögliche süßliche Beschaffenheit des Urins Bescheid, aber erst 1675 führte Thomas Willis (1621–1675) die zusätzliche Bezeichnung mellitus ein und erst 1776 machte der britische Arzt und Naturphilosoph Matthew Dobson (1732–1784) eine Art Zucker im Urin für dessen süßen Geschmack verantwortlich. Johann Peter Frank (1745–1821) wird zugeschrieben, 1794 als erster die Unterscheidung in einen Diabetes mellitus und einen Diabetes insipidus getroffen zu haben.

## Sonstige Begriffe
Früher sprach man auch von Harnsehen, Brunnenschau (vgl. das „Brunzen“), Brunnenbeschau oder Wasserbesehen. So war etwa der Leibarzt des Bamberger Fürstbischofs Veit II. von Würtzburg 1565 eidlich verpflichtet, Puls und „deren Gnaden Brunnen“ zu untersuchen. Ein Wasserdoktor, Harnbeschauer oder Brunnenschauer war ein „medicus urinam spectans“. Altes Zitat aus dem 16. Jahrhundert: „wir habn gmeint ein brunnenschaur, ein solchn doctor hett wir gern.“
Brunnenarzt ist jedoch eine historische Bezeichnung für einen Kurarzt oder Badearzt.